# Pedro Villar
Pedro Villar, va ser un escultor, format dintre de l'escultura aragonesa des dels anys 1541 al 1560, on va entrar a treballar al taller de Nicolás Lobato, i que segons consta a la documentació del contracte es va realitzar l'any 1541.
Va estar influït per l'obra de Damià Forment i per Arnao de Brussel·les, als qui podria haver conegut durant la seva estada amb Lobato. Va ser cridat pel capítol de la catedral de Barcelona per a la continuació del treball del rerecor, començat per Bartolomé Ordóñez i que a causa de la defunció d'aquest havia quedat sense acabar. El relleu de santa Eulàlia, demostra un gran classicisme. El que sí que és clar, és que la demanda de la continuació del treball de la catedral, el relleu de la Crucifixió de santa Eulàlia, l'obligava a l'harmonització amb el treball deixat per Bartolomé Ordóñez.
Segons l'historiador Justi va precisar que Villar havia treballat al rerecor de Barcelona durant els anys 1562-1563, «els relleus de la flagel·lació i crucifixió, encara que ben fets, però freds, tanmateix, com a obra d'un imitador». També era d'aquesta opinió José Camón Aznar. Estudis posteriors han donat com a obra de Pedro Villar solament el relleu de la Crucifixió de Santa Eulàlia, i l'altre relleu de la Flagel·lació de Santa Eulàlia és obra posterior a la mort de Villar i realitzada per l'escultor Claudio Perret, el 1619-1621.